# دوم دوير
دوم دوير (بالإنجليزية: Dom Dwyer)‏ (30 يوليو 1990 المملكة المتحدة - ) هو لاعب كرة قدم أمريكي، يلعب كمهاجم.

## وصلات خارجية
دوم دوير على موقع الدوري الأمريكي (الإنجليزية)
- دوم دوير على موقع قاعدة بيانات كرة القدم.إي يو (الإنجليزية)
- دوم دوير على موقع ليكيب (الفرنسية)
- دوم دوير على موقع ناشيونال فوتبول تيمز (الإنجليزية)
- دوم دوير على موقع Soccerway.com (الإنجليزية)
- دوم دوير على موقع عالم كرة القدم.نت (الإنجليزية)
- دوم دوير على موقع AS.com (الإسبانية)